# Rzeczpospolita Sztabińska

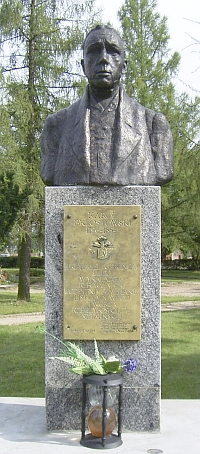
Popiersie hrabiego Brzostowskiego w Sztabinie

Rzeczpospolita Sztabińska (Fundacja Sztabińska) – określenie stosowane wobec eksperymentów społecznych i gospodarczych hrabiego Karola Brzostowskiego, które realizował w swoich dobrach.

## Historia
Sztabin założony został przez Adama Chreptowicza przed 1598, pierwotnie była to osada o nazwie Osinki. Zamiarem założyciela było utworzenie miasta, jednak trwające w XVII wieku wojny i trudna sytuacja gospodarcza wpływały na powolny rozwój miejscowości. Większe zmiany przyszły w czasach Joachima Chreptowicza, gdy w Sztabinie rozpoczęto przetwórstwo rudy żelaza oraz wybudowano kościół. Nowa epoka w historii miejscowości rozpoczęła się w 1819 roku, gdy właścicielem został hrabia Karol Brzostowski.
Tworząc Rzeczpospolitą Sztabińską, hrabia Brzostowski korzystał ze swoich doświadczeń emigracyjnych z Europy Zachodniej, gdzie przyglądał się zarówno zasadom funkcjonowania gospodarstw wiejskich, jak i stosowanym tam rozwiązaniom technicznym. Wśród inwestycji, które zrealizował na terenie majątku była m.in. huta szkła, huta żelaza, fabryka narzędzi oraz telegraf. Po jego śmierci, na mocy sporządzonego testamentu, jego ziemia (wraz z budynkami mieszkalnymi) trafiała do włościan i robotników, pod warunkiem m.in. wykazania dbałości o utrzymanie produkcji. Dodatkowo testament przewidywał powołanie Instytucji Rolniczo-Przemysłowej, która obejmowała różnego rodzaju zakłady produkcyjne działające na terenie majątku.
Dobra sztabińskie obejmowały 27 wiosek i kilka osad leśnych zamieszkałych łącznie przez ok. 3700 osób. Była to ludność polska, białoruska, a także Żydzi oraz pochodzący z Rosji staroobrzędowcy. W wyniku reform hrabiego Brzostowskiego pańszczyznę przekształcono w system, w którym chłopi dzierżawili ziemię za czynsz (uwłaszczenie nastąpiło w 1854), mogli też korzystać z zapomogi wypłacanej ze specjalnego funduszu, a osoby starsze objęte były bezpłatną opieką lekarską. Finansowane były też szkoły, działała kasa oszczędnościowa i pożyczkowa, prowadzono działania przeciwdziałające alkoholizmowi. Reformy obejmowały też równouprawnienie ludności niezależnie od wyznania i narodowości. Do pionierskich osiągnięć realizowanych w Rzeczypospolitej Sztabińskiej zalicza się m.in. pierwsze w Europie zastosowanie mechanicznych dojarek i kopaczek do ziemniaków (produkowanych na miejscu), pierwszą krajową produkcję spirytusu i wódki z buraków cukrowych, wprowadzenie pierwszy raz w Polsce buchalterii włoskiej oraz utworzenie łączności telegraficznej między Cisowem a Hutą Sztabińską. Szczególną wagę przywiązywano także do nauki podstawowych umiejętności wykorzystywanych w pracy, np. w zakresie kursów pisania i rachunkowości. Dodatkowym elementem systemu były premie i wynagrodzenia rosnące w zależności od liczby przepracowanych lat.